# Peter Frensch

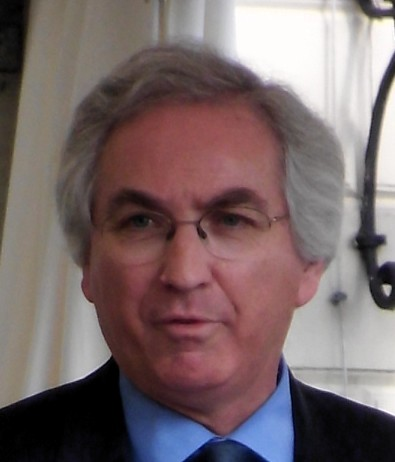
Peter Frensch (2014)

Peter Alex Frensch (* 1. April 1956 in Koblenz) ist ein deutscher Psychologe und Professor für Allgemeine Psychologie. Frensch war von 2011 bis 2021 Vizepräsident der Humboldt-Universität zu Berlin für den Bereich Forschung und Anfang 2022 kommissarisch deren Interimspräsident.

## Leben
Nach dem Studium der Elektrotechnik in Darmstadt studierte Frensch von 1979 bis 1989 Psychologie an den Universitäten Trier und Yale mit den Abschlüssen M. Sc. und M. Phil und schließlich Ph.D. 1984/85 war er Stipendiat des Fulbright-Programms. Nach der Promotion war er Assistant und Associate Professor an der University of Missouri, 1994 wechselte er zum Max-Planck-Institut für Bildungsforschung in Berlin. Seit 1995 ist er an der Humboldt-Universität zu Berlin tätig, zuerst als Honorarprofessor, ab 1998 als Professor für Allgemeine Psychologie. 2000 bis 2002 war Frensch Geschäftsführender Direktor des Instituts für Psychologie, 2008/09 Prodekan und seit 2009 Dekan der Mathematisch-Naturwissenschaftlichen Fakultät II. Im November 2010 wurde zum Vizepräsidenten für Forschung der Humboldt-Universität zu Berlin gewählt, im Januar 2011 hat er das Amt angetreten; er war Kandidat des Präsidenten Jan-Hendrik Olbertz. Er trat 2021 nicht mehr an, zu seinem Nachfolger wurde Christoph Schneider gewählt. Nach dem Rücktritt von Sabine Kunst als Präsidentin wurde er im Dezember 2021 vom Kuratorium zum Interimspräsidenten bestimmt und 2022 durch Julia von Blumenthal als ordentliche Präsidentin abgelöst.
Frensch ist Mitglied des Executive Committee der International Union of Psychological Science und er war von 2010 bis 2012 Präsident der Deutschen Gesellschaft für Psychologie. Von 2000 bis 2008 war er Herausgeber des Psychological Research. Er wurde fünfmal für seine Lehre an der Humboldt-Universität ausgezeichnet, zuletzt 2008. Frenschs Arbeitsschwerpunkte sind implizites Lernen, kognitiver Fertigkeitserwerb und Computermodelle des Lernens.

## Schriften
- zusammen mit P. B. Baltes und C. C. Bauer: Does a Structured Free Recall Intervention reduce the effect of racial biases in performance ratings and by what mechanism? In: Journal of Applied Psychology 92, 2007. S. 151–164.
- Implizites Lernen. In: J. Funke & P. A. Frensch (Hrsg.): Handwörterbuch Psychologie. Band Kognitive Psychologie. Hogrefe Verlag, Göttingen 2006.
- „Implizites“ versus „explizites“ Lernen. Eine nützliche oder überflüssige Unterscheidung? In: C. Steinebach (Hrsg.): Psychologie lehren und lernen. Beiträge zur Hochschuldidaktik. Universitätsverlag Winter, Heidelberg 2005. S. 23–34.
- zusammen mit S.-C. Li und Ulman Lindenberger: Unifying cognitive aging. From neuromodulation to representation to cognition. In: Neurocomputing, 32–33, 879–890, 2000.